# Hokuriku
Hokuriku (jap. 北陸地方, -chihō, dt. „Region Nordland“) ist eine Teilregion der japanischen Region Chūbu. Sie umfasst den Teil der Region, der dem Japanischen Meer zugewandt ist.
Die Region umfasst die Präfektur Fukui, die Präfektur Ishikawa und die Präfektur Toyama. Die Grenzen sind nicht klar festgelegt, viele zählen auch noch Niigata dazu. Andernfalls bilden Niigata und Nagano die Region Shin’etsu, das dann mit Hokuriku die Region Hokuriku-Shin’etsu bzw. kurz Region Hokushin’etsu bildet.
Hokuriku deckt sich im Wesentlichen mit der historischen Region Hokurikudō des Gokishichidō-Systems bzw. der davor bestehenden Provinz Koshi.

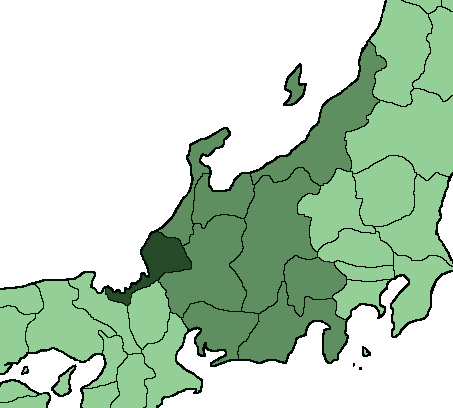
Präfektur Fukui in Chūbu
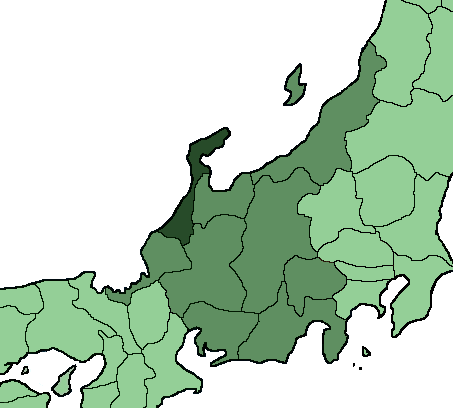
Präfektur Ishikawa in Chūbu
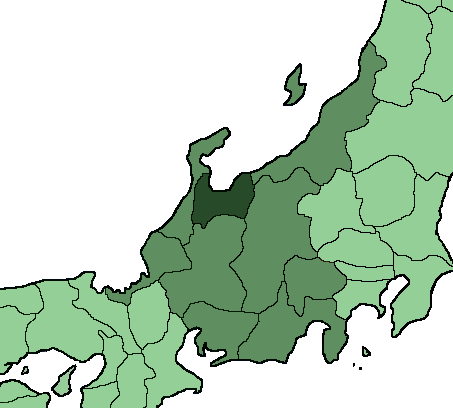
Präfektur Toyama in Chūbu
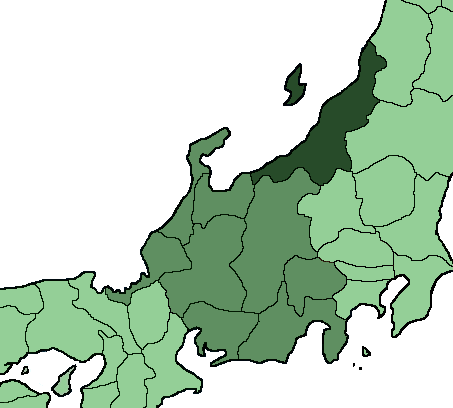
Präfektur Niigata in Chūbu